# Współczynnik odpływu
Współczynnik odpływu − współczynnik odpływu  jest to stosunek ilości wody odpływającej z obszaru zlewni w rozpatrywanym czasie do ilości wody jaka w tym samym czasie spadła w postaci opadów atmosferycznych na obszar zlewni.
Określa się go dla okresu wieloletniego, dla poszczególnych lat, półroczy oraz miesięcy. Jest to wielkość niemianowana, ale można ją również wyrazić w procentach wysokości opadu:
α= H/P
Przykład: w dorzeczu Wisły przy średnim wskaźniku odpływu w roku hydrologicznym 158,1 mm i normalnym opadzie rocznym 620 mm współczynnik odpływu wynosi 158,1:620 = 0,255 = 25,5%
Jest to równocześnie stosunek odpływu do całej objętości wody opadowej lub roztopowej, spadłej w zlewni w danym okresie.